# Сарапульский радиозавод
АО «Сарапульский радиозавод» (АО «СРЗ») — советский и российский разработчик и изготовитель военных и гражданских средств связи, а также имеет и изготавливает продукцию бренда «Ural Sound».

## История
Завод основан в 1900 году в Санкт-Петербурге как телеграфно-телефоностроительный завод «К. Лоренц».
- В 1915 году в связи с началом первой мировой войны был секвестирован и передан Главному Военно-техническому Управлению.
- В 1917 году завод «К. Лоренц» преобразован в «Петроградский электротехнический завод Военно-инженерного ведомства»

После революции, в 1918 году, по решению правительства завод был переведен в г. Москву с преобразованием его в «Первый государственный электротехнический завод». В то время завод выпускал средства связи для армии.
- В 1931 году, выполнив первый пятилетний план за 2,5 года, завод награждён орденом Ленина и ему присвоено имя наркома промышленности Г. К. Орджоникидзе.
- Во время Великой Отечественной войны завод в 1941 году был эвакуирован в г. Сарапул, производил радиооборудование для авиации и танков[каких?].

За выполнение правительственного задания по обеспечению фронта военной техникой, добросовестный труд, коллектив завода 7 мая 1945 года был награждён орденом Трудового Красного Знамени.
- В 1992 году завод приватизирован и преобразован в Открытое акционерное общество «Сарапульский радиозавод». В 1998 году завод реорганизован с образованием головного и дочерних обществ.

По состоянию на 2011 год функционирует Акционерное общество «Сарапульский радиозавод».

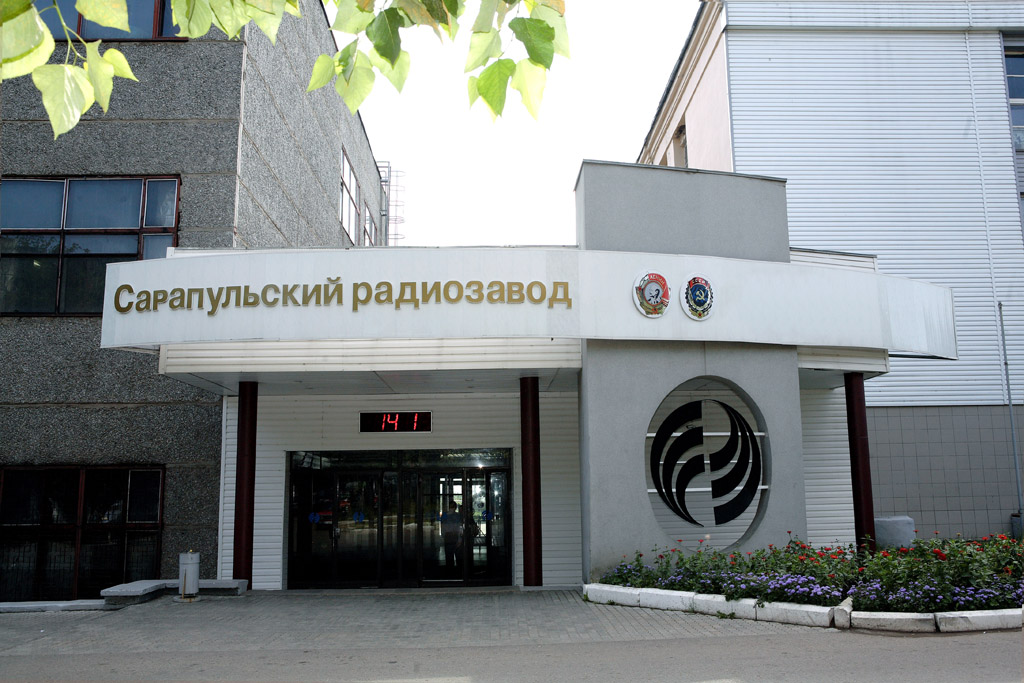
Проходная АО «Сарапульский радиозавод» с улицы Первомайской
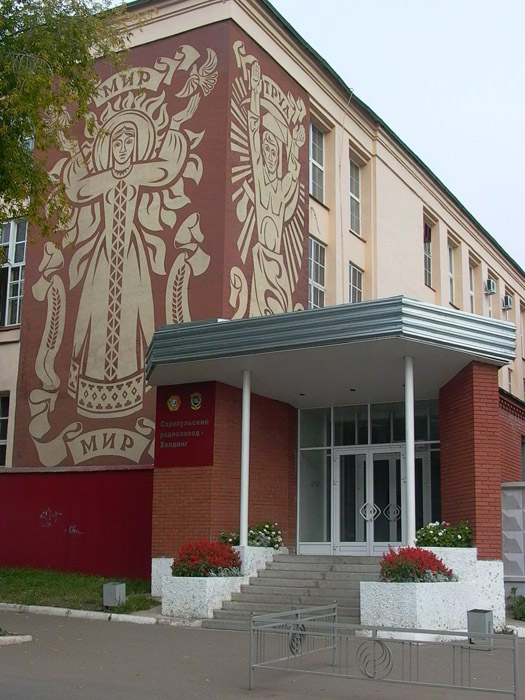
Проходная АО «Сарапульский радиозавод» с улицы Гагарина

## Деятельность

### Продукция
- Возимые радиостанции КВ, УКВ диапазонов
- Возимые многоканальные радиостанции УКВ диапазона
- Носимые радиостанции КВ, УКВ диапазонов
- Командно-штабные машины и их составные части
- Антенны и антенно-мачтовые устройства
- DRM Приемники
- Медицинская техника
- Учебные классы и обучающие программы
- Блоки оптоволоконной связи для кабельного телевидения
- Универсальные возимые комплекты технических средств для несения службы пограничными нарядами

АО «СРЗ» выпускает изделия нового поколения военной техники связи для колесных и гусеничных боевых машин и других подвижных объектов, в том числе УКВ и KB радиостанции связи тактического звена управления комплексов «Арбалет» и «Акведук», радиостанции двойного назначения.

### Технологии
- Производство печатных плат
- Поверхностный монтаж компонентов
- Литьё пластмасс под давлением
- Механообработка
- Химико-гальваническое производство
- Литейное производство
- Штамповочное производство
- Инструментальное производство
- Испытательная станция

## Награды
- 1931 — орден Ленина
- 1945 — орден Трудового Красного Знамени

## Товарные знаки

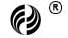
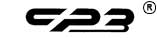
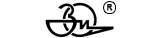
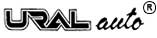
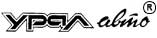
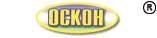
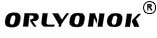
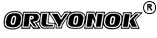
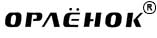
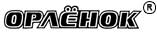